# 北澳海鰶
北澳海鰶為輻鰭魚綱鲱形目鲱科的其中一種，分布於澳洲及巴布亞紐幾內亞的淡水流域，體長可達48公分，棲息在溪流、湖泊，以藻類、昆蟲等為食，可做為食用魚及餌魚。

## 擴展閱讀
維基物種上的相關：北澳海鰶